# Manitowoc (condado de Manitowoc, Wisconsin)
Manitowoc es un pueblo ubicado en el condado de Manitowoc en el estado estadounidense de Wisconsin. En el Censo de 2010 tenía una población de 1.083 habitantes y una densidad poblacional de 68,11 personas por km².

## Geografía
Manitowoc se encuentra ubicado en las coordenadas 44°8′8″N 87°40′21″O / 44.13556, -87.67250. Según la Oficina del Censo de los Estados Unidos, Manitowoc tiene una superficie total de 15.9 km², de la cual 15.87 km² corresponden a tierra firme y (0.18%) 0.03 km² es agua.

## Demografía
Según el censo de 2010, había 1.083 personas residiendo en Manitowoc. La densidad de población era de 68,11 hab./km². De los 1.083 habitantes, Manitowoc estaba compuesto por el 95.75% blancos, el 0% eran afroamericanos, el 0.09% eran amerindios, el 2.31% eran asiáticos, el 0.09% eran isleños del Pacífico, el 0.74% eran de otras razas y el 1.02% pertenecían a dos o más razas. Del total de la población el 0.83% eran hispanos o latinos de cualquier raza.